# Le Prêtre et la Jeune Fille (film, 1958)
Pour les articles homonymes, voir Le Prêtre et la Jeune Fille.
Pour plus de détails, voir Fiche technique et Distribution.
Le Prêtre et la Jeune Fille (Der Priester und das Mädchen) est un film autrichien réalisé par Gustav Ucicky sorti en 1958.

## Synopsis
Walter Hartwig est le nouveau prêtre de Mariental dont l'église est délabrée. Les enfants de chœur ne peuvent pas chanter et les villageois sont indifférents à sa venue. Il apprend en outre que les deux familles nobles von Gronau et von Steinegg ne viennent plus à l'office divin depuis longtemps. Cependant M. von Gronau n'a pas augmenté depuis vingt ans le loyer du terrain où se trouve l'église. Walter lui demande un nouveau bail. Il fait alors connaissance de sa fille Eva. Comme elle ne vient pas le voir, il se vexe, il ignore que la jeune femme est paralysée depuis un accident de ski. Elle était alors en vacances avec son petit ami Stefan von Steinegg et a été victime de sa jalousie. Stefan se sent coupable depuis. Le diplomate a cessé sa carrière et refuse les nouvelles propositions. Le médecin du village soupçonne que la paralysie a des raisons psychologiques, cependant il ne peut pas la soigner.
Walter regrette l'attitude qu'il a eue avec Eva. Il apprend qu'elle aime chanter et la prend comme chef de chœur, les enfants se mettent à chanter. Ils font de plus en plus connaissance. Elle doute d'elle-même et croit qu'elle n'est utile à personne. Même son fiancé Stefan l'a abandonné pour ne pas compromettre sa carrière. En effet, sous l'influence de sa mère, il a accepté un poste à Rome. Eva découvre dans le journal des photos montrant Stefan avec le jeune Gina, la fille de la riche famille Fiori, à qui Stefan doit son poste. Eva passe plus de temps avec Walter et commence à surmonter son blocage psychologique. Elle réussit à se mettre debout puis à faire quelques pas. Herta, la mère de Stefan, craint qu'elle ne tombe amoureuse du prêtre et demande à son fils de revenir à Mariental s'il ne veut pas la perdre. Peu de temps après, Stefan arrive au village. Eva le rejette, elle n'a apparemment plus de sentiments pour lui et nie aller mieux. Herta raconte tout à son fils qui va voir Walter. Il l'accuse d'aimer Eva et de ne pas respecter son sacerdoce. Le prêtre réagit violemment.
Walter demande une mutation à l'évêque. Il lui demande s'il veut renoncer à la prêtrise pour épouser Eva, mais Walter ne sait pas quoi faire. Eva apprend que Walter veut partir et est désespérée. Elle accuse son père d'en être la cause. Eva s'enfuit à toute allure à bord d'une calèche qui perd une roue. Elle se blesse. À la demande de la famille, Walter va voir Eva à son chevet. Il lui paraît clair que l'amour qu'elle a porté à lui était pour Stefan et que ce dernier l'aime encore. Elle reconnaît que Walter a été amoureux d'elle mais c'était un amour impossible. Walter retrouve Stefan et Eva dans l'église pour leur donner sa bénédiction.

## Fiche technique
- Titre français : Le Prêtre et la Jeune Fille[1]
- Titre original : Der Priester und das Mädchen
- Réalisation : Gustav Ucicky assisté de Rudolf Zehetgruber
- Scénario : Hellmut Andics (de), Werner P. Zibaso
- Musique : Franz Grothe
- Direction artistique : Werner Schlichting, Isabella Schlichting
- Costumes : Charlotte Flemming
- Photographie : Günther Anders, Hannes Staudinger
- Son : Herbert Janeczka
- Montage : Herma Sandtner
- Production : Herbert Gruber
- Sociétés de production : Sascha-Film
- Société de distribution : Gloria Filmverleih AG
- Pays de production :  Autriche
- Langue : allemand
- Format : Couleurs - 1,33:1 - Mono - 35 mm
- Genre : Drame
- Durée : 88 minutes
- Dates de sortie :
  - Allemagne : 19 décembre 1958.
  - Danemark : 9 mai 1960
  - France : 14 octobre 1960[1].

## Distribution
- Rudolf Prack: Walter Hartwig
- Marianne Hold : Eva von Gronau
- Rudolf Lenz (de) : Stefan von Steinegg
- Willy Birgel : M. von Gronau
- Winnie Markus : Herta von Steinegg
- Hans Thimig : Düringer
- Rolf Wanka : Fiori
- Ewald Balser : L'évêque
- Friedl Czepa : Marie
- Hugo Gottschlich : Kilian
- Rosl Dorena : Mlle Weidlich
- Marianne Gerzner : Mme Übel
- Mario Kranz : M. Kurz
- Elisabeth Stiepl : Mme Kurz
- Auguste Ripper : Signora Fiori
- Daniela Sigell : Gina Fiori
- Raoul Retzer : Le chaffeur du tracteur